# Jasmineira oculata
Jasmineira oculata är en ringmaskart som beskrevs av Langerhans 1884. Jasmineira oculata ingår i släktet Jasmineira och familjen Sabellidae. Inga underarter finns listade i Catalogue of Life.